# Luftflotte 6
Luftflotte 6 var en tysk flygarmé under andra världskriget. Den bildades från Luftwaffenkommando Ost den 5 maj 1943 i Smolensk.

## Befälhavare
Befälhavare för Luftflotte 6:
- Generalfeldmarschall Robert Ritter von Greim 5 maj 1943–26 april 1945
- Generaloberst Otto Dessloch 27 april 1945–8 maj 1945